# Kayleigh McEnany
Kayleigh McEnany (Tampa, Florida, 18 d'abril de 1988) és una escriptora, comentarista política i comunicadora estatunidenca. Antiga col·laboradora de CNN, va ser designada com a portaveu nacional del Comitè Nacional Republicà el 2017. En febrer de 2019, fou triada com a secretària national de premsa per la campanya presidencial del 2020 de Donald Trump.
El 7 d'abril del 2020, va substituir Stephanie Grisham com a secretària de premsa de la Casa Blanca., funció que va ocupar fins a la inauguració de Joe Biden com a 46è president dels Estats Units al gener del 2021.